# Свети Архангели (Неа Керасия)
„Свети Архангели“ (на гръцки: Παμμεγίστων Ταξιαρχών) е възрожденска православна църква в солунското село Неа Керасия (Карабурун), енорийски храм на Неакринийската и Каламарийска епархия на Вселенската патриаршия.
Църквата е построена в 1818 година в южния край на селото. В архитектурно отношение представлява трикорабна базилика с дървен покрив, нартекс на запад и женска църква над него и полукръгла апсида със самостоятелен покрив на изток. В северозападната част има самостоятелна кулообразна камбанария. В 1986 година църквата е обявена за паметник на културата.